# Mai 1980

## Événements
- Brésil : discours de Golbery qui propose une grande concertation et un transfert progressif du pouvoir à des civils « loyaux » et influençables par les militaires. Il préconise un multipartisme faible dominé par une coalition progouvernementale. Il parvient à faire écarter le parti d’opposition MDB. Émerge alors une opposition « loyale », le PP (Partido Popular), et une « déloyale », le PMDB (Partido do Movimento Democrático Brasileiro). L’ARENA se transforme en PDS (Partido Democrático Social).
- Suède : une grève générale paralyse pratiquement toute l’activité pendant dix jours.
- Margaret Thatcher obtient de la CEE une réduction substantielle des sommes à payer et l’augmentation des dépenses structurelles au profit du Royaume-Uni.

- 2 mai : les Népalais se prononcent par référendum pour le maintien du système apolitique des panchayat (en) que souhaite voir disparaître l’opposition.

- 4 mai : 
  - mort de Tito. La République fédérale socialiste de Yougoslavie institue un système de direction collective, au cours duquel l’exécutif est assuré par rotation d’un an par un membre de la présidence collective.
  - Formule 1 : Grand Prix automobile de Belgique.

- 5 mai : la prise d'otages de l'ambassade iranienne à Londres prend fin par la mort de trois des terroristes et la libération de 19 otages.

- 10 mai : gouvernement de Georges Rallis en Grèce (fin en 1981).

- 17 mai — 27 mai : loi martiale déclarée le 17 mai en Corée du Sud. Des manifestations populaires et étudiantes d’une grande ampleur troublent le pays dès le lendemain. À Gwangju, la capitale de la province de Jeolla du Sud, dont était originaire le principal leader de l’opposition Kim Dae-jung, les manifestations se transforment en une véritable insurrection. Les commandos parachutistes interviennent et, après trois jours de sanglants combats de rue, l’armée reprend le contrôle de la ville. Le bilan officiel, 191 morts, est vraisemblablement sous-estimé.

- 18 mai : 
  - Fernando Belaúnde Terry est élu président du Pérou. La veille des élections, le Parti communiste péruvien-Sentier lumineux (PCP-SL) a mis le feu aux urnes et aux registres électoraux d’un village du département d’Ayacucho. La violence de la guérilla du Sentier lumineux et du mouvement révolutionnaire Tupac Amaru oblige la démocratie à vivre dans un état de répression permanent.
  - Éruption du Mont Saint Helens. L'explosion est 500 fois supérieure à la bombe d'Hiroshima. 57 morts, asphyxiés par les cendres.
  - Décès de Ian Curtis, leader du groupe de Post-punk Joy Division, le chanteur s'est suicidé à l'âge de 23 ans.
  - Formule 1 : Grand Prix automobile de Monaco.

- 20 mai (Québec) : un référendum sur la souveraineté-association, organisé par le Parti québécois, se solde par un échec pour le premier ministre René Lévesque, le Non ayant recueilli près de 60 % des voix.

- 21 mai : pollution chimique près des chutes du Niagara.

- 22 mai : amendement de la Constitution égyptienne[1]. La loi islamique devient la source principale de la législation en Égypte.

- 22 - 31 mai : Hu Yaobang a mené une tournée d'inspection au Tibet[2].

- 24 mai : à la suite de l’occupation soviétique de l’Afghanistan, 56 pays annoncent qu’ils boycotteront les Jeux olympiques de Moscou.

- 29 mai (Rallye automobile) : arrivée du Rallye de l'Acropole.

## Naissances
- 1er mai : ZAZ, chanteuse française.
- 4 mai : Joe van Niekerk, joueur de rugby sud-africain.
- 7 mai : Jérôme Réto, enseignant et commissaire technique FFSA.
- 9 mai : Mehdi Khaldoun, judoka français.
- 10 mai : Zaho, auteur-compositrice-interprète et guitariste algéro-canadienne.
- 12 mai : Rishi Sunak, homme politique britannique.
- 14 mai : Florent Peyre, humoriste français.
- 19 mai :  Drew Fuller, acteur américain
- 21 mai : 
  - Mamoutou Diarra, basketteur français.
  - Gotye (Wouter De Backer dit), auteur-compositeur et musicien belgo-australien.
  - Anika Moa, chanteuse néo-zélandaise.
  - Benoît Peschier, kayakiste français, champion olympique.
- 22 mai : Lucy Gordon, actrice britannique († 20 mai 2009).
- 25 mai : Yamen Manaï, écrivain tunisien.
- 27 mai : Majlinda Nana Rama, pédagogue, écrivaine et chercheuse albanaise.
- 30 mai : 
  - Christelle Bosker, athlète handisport sud-africaine.
  - Steven Gerrard, footballeur anglais.
- 31 mai : Marshall Dixon, rappeur congolais.

## Décès
- 4 mai : Josip Broz dit Tito (Maréchal) président de la République fédérale socialiste de Yougoslavie.
- 10 mai :
  - Henri Crémieux, comédien français (° 19 juillet 1896).
  - Emiel Faignaert, coureur cycliste belge (° 10 mars 1919).
- 18 mai : Ian Curtis chanteur du groupe de cold-wave anglais Joy Division.
- 29 mai : Albert Beckaert, coureur cycliste belge (° 10 juin 1910).